# Corrèze (commune)
Pour les articles homonymes, voir Corrèze.
Corrèze-en-Corrèze redirige ici.
Corrèze est une commune française située dans le département de la Corrèze en région Nouvelle-Aquitaine.
Ses habitants sont appelés les Corréziens.

## Géographie

### Situation
La commune est située dans le Massif central, au sud du plateau de Millevaches, aux confins du parc naturel régional de Millevaches en Limousin, à 20 kilomètres au nord-est de Tulle. Le bourg est édifié à une altitude d'environ 470 mètres (mairie), sur les pentes du versant droit de la vallée de la Corrèze, qui traverse la commune, tout comme la Menaude.
D'après des calculs de l'IGN publiés en 2016, le centre géographique du département de la Corrèze est situé dans la commune.

### Communes limitrophes
Les communes limitrophes sont Bar, Eyrein, Gimel-les-Cascades, Meyrignac-l'Église, Orliac-de-Bar, Saint-Priest-de-Gimel, Sarran et Vitrac-sur-Montane.
| Meyrignac-l'Église |         | Vitrac-sur-Montane    |
|                    | Corrèze |                       |
| Bar                |         | Saint-Priest-de-Gimel |

### Climat
Pour des articles plus généraux, voir Climat de la Nouvelle-Aquitaine et Climat de la Corrèze.
Historiquement, la commune est exposée à un climat montagnard.  
En 2020, Météo-France publie une typologie des climats de la France métropolitaine dans laquelle la commune est exposée à un climat de montagne et est dans la région climatique  Ouest et nord-ouest du Massif Central, caractérisée par une pluviométrie annuelle de 900 à 1 500 mm, maximale en automne et en hiver.
Pour la période 1971-2000, la température annuelle moyenne est de 10,8 °C, avec  une amplitude thermique annuelle de 15,1 °C. Le cumul annuel moyen de précipitations est de 1 339 mm, avec 13,3 jours de précipitations en janvier et 8,1 jours en juillet. Pour la période 1991-2020, la température moyenne annuelle observée sur la station météorologique la plus proche, située sur la commune d'Égletons à 14 km à vol d'oiseau, est de 10,6 °C et le cumul annuel moyen de précipitations est de 1 428,5 mm,. Pour l'avenir, les paramètres climatiques de la commune estimés pour 2050 selon différents scénarios d’émission de gaz à effet de serre sont consultables sur un site dédié publié par Météo-France en novembre 2022.

## Urbanisme

### Typologie
Au 1er janvier 2024, Corrèze est catégorisée commune rurale à habitat dispersé, selon la nouvelle grille communale de densité à 7 niveaux définie par l'Insee en 2022.
Elle est située hors unité urbaine. Par ailleurs la commune fait partie de l'aire d'attraction de Tulle, dont elle est une commune de la couronne,. Cette aire, qui regroupe 43 communes, est catégorisée dans les aires de moins de 50 000 habitants,.

### Occupation des sols
L'occupation des sols de la commune, telle qu'elle ressort de la base de données européenne d’occupation biophysique des sols Corine Land Cover (CLC), est marquée par l'importance des forêts et milieux semi-naturels (50,4 % en 2018), en diminution par rapport à 1990 (52,5 %). La répartition détaillée en 2018 est la suivante : 
forêts (48,5 %), prairies (29,5 %), zones agricoles hétérogènes (17,3 %), zones urbanisées (2,6 %), milieux à végétation arbustive et/ou herbacée (1,9 %), zones industrielles ou commerciales et réseaux de communication (0,1 %), eaux continentales (0,1 %).
L'évolution de l’occupation des sols de la commune et de ses infrastructures peut être observée sur les différentes représentations cartographiques du territoire : la carte de Cassini (XVIIIe siècle), la carte d'état-major (1820-1866) et les cartes ou photos aériennes de l'IGN pour la période actuelle (1950 à aujourd'hui).

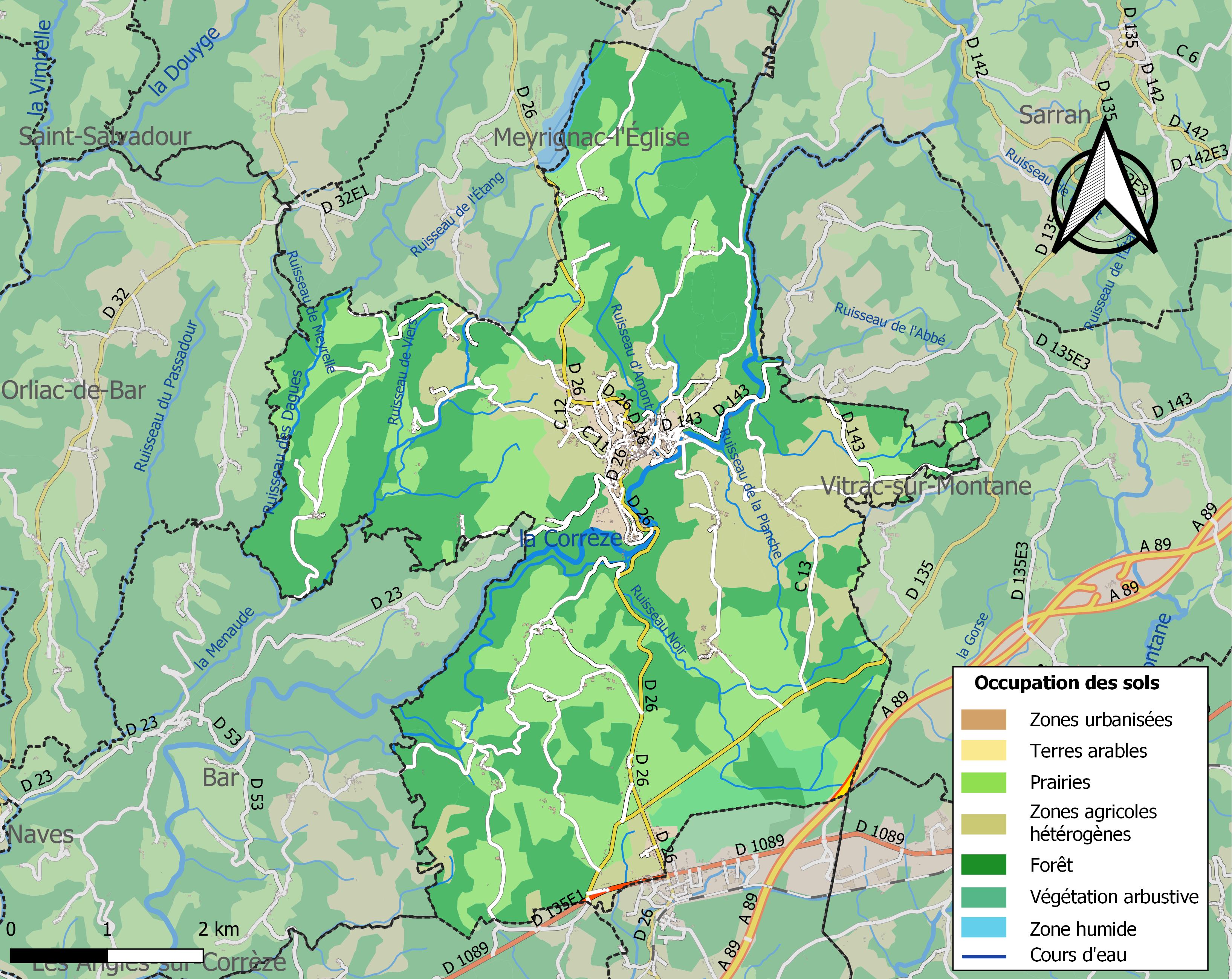
Carte des infrastructures et de l'occupation des sols de la commune en 2018 (CLC).

### Risques majeurs
Le territoire de la commune de Corrèze est vulnérable à différents aléas naturels : météorologiques (tempête, orage, neige, grand froid, canicule ou sécheresse), feux de forêts et séisme (sismicité très faible). Il est également exposé à un risque technologique,  le transport de matières dangereuses, et à un risque particulier : le risque de radon. Un site publié par le BRGM permet d'évaluer simplement et rapidement les risques d'un bien localisé soit par son adresse soit par le numéro de sa parcelle.

#### Risques naturels

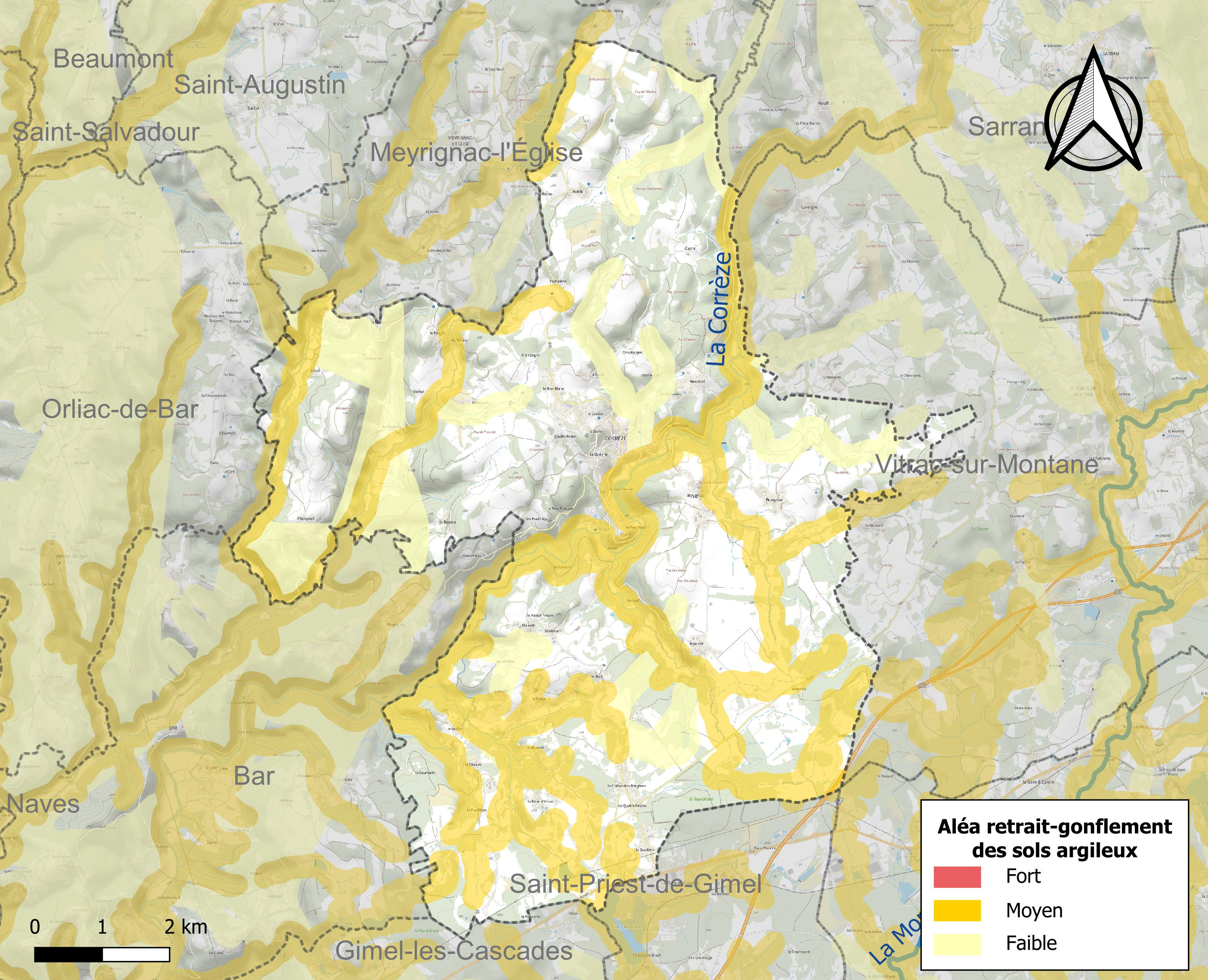
Carte des zones d'aléa retrait-gonflement des sols argileux de Corrèze.

Le retrait-gonflement des sols argileux est susceptible d'engendrer des dommages importants aux bâtiments en cas d’alternance de périodes de sécheresse et de pluie. 30,9 % de la superficie communale est en aléa moyen ou fort (26,8 % au niveau départemental et 48,5 % au niveau national). Sur les 678 bâtiments dénombrés sur la commune en 2019,  182 sont en aléa moyen ou fort, soit 27 %, à comparer aux 36 % au niveau départemental et 54 % au niveau national. Une cartographie de l'exposition du territoire national au retrait gonflement des sols argileux est disponible sur le site du BRGM,.
Concernant les feux de forêt, aucun plan de prévention des risques incendie de forêt (PPRIF) n’a été établi en Corrèze, néanmoins le code de l’urbanisme impose la prise en compte des risques dans les documents d’urbanisme. Le périmètre des servitudes d'utilité publique et des zones d'obligation légale de débroussaillement pour les particuliers est quant à lui défini pour la commune dans une carte dédiée. 

#### Risques technologiques
Le risque de transport de matières dangereuses sur la commune est lié à sa traversée par une route à fort trafic et une canalisation de transport d'hydrocarbures. Un accident se produisant sur de telles infrastructures est susceptible d’avoir des effets graves sur les biens, les personnes ou l'environnement, selon la nature du matériau transporté. Des dispositions d’urbanisme peuvent être préconisées en conséquence.

#### Risque particulier
Dans plusieurs parties du territoire national, le radon, accumulé dans certains logements ou autres locaux, peut constituer une source significative d’exposition de la population aux rayonnements ionisants. Certaines communes du département sont concernées par le risque radon à un niveau plus ou moins élevé. Selon la classification de 2018, la commune de Corrèze est classée en zone 3, à savoir zone à potentiel radon significatif. 

## Toponymie
Le bourg tire son nom de la rivière qui le traverse, la Corrèze ; le franchissement de la rivière marquant une étape importante des pèlerins en route pour Saint-Jacques-de-Compostelle.
Son nom est Corresa en limousin, dialecte occitan.

## Histoire
La première mention de Corrèze date du IXe siècle, lorsqu'elle n'est encore qu'une implantation ecclésiale en surplomb de la rivière. Son origine est toutefois sans doute plus ancienne, puisque la ville se situe au croisement d'anciennes voies romaines et que des traces de la période gallo-romaine ont été retrouvées.
Devenue l'une des étapes du pèlerinage vers Saint-Jacques-de-Compostelle, la ville se construit autour de l'église. En 1293, Eble VII, vicomte de Ventadour, crée la châtellenie de Boussac et Corrèze. En 1350, pendant la guerre de Cent Ans, la ville est assiégée puis incendiée par les Anglais. Reconstruite, elle se constitue en ville-forte au cours du XVe siècle. Par la suite, la ville n'est pas épargnée par les guerres de Religion et en 1595, les ligueurs s'emparent des cloches de l'église pour fondre des canons. Mais c'est au cours des XVIe et XVIIe siècles qu'elle atteint son apogée, après qu'elle a accédé au statut de ville franche. Disposant de privilèges, droit de consuls, confréries, corporations de tisserands, elle est alors un des plus gros bourgs du bas pays limousin et ses foires attirent de nombreux voyageurs. Vers la fin du XVIIe siècle, quelque 200 familles vivent à Corrèze (soit environ 1 400 personnes), 40 dans les murs, pour l'essentiel des notables et leurs domestiques, 40 dans les faubourgs, principalement des artisans, et 120 dans la campagne alentour, laboureurs et journaliers.
La Révolution n'apporte pas de bouleversement, bien que l'église soit transformée en salpêtrière et la chapelle des Pénitents en salle de réunion, et, jusqu'à la fin du XIXe siècle, la ville continue à se développer. En revanche, la Première Guerre mondiale prélève un très lourd tribut : 103 noms figurent sur le monument aux morts. Depuis, la commune, confrontée à l'exode rural, n'a jamais retrouvé sa population d'alors.

## Politique et administration

### Liste des maires
.
| Période   | Période   | Identité             | Étiquette | Qualité                                                                    |
| --------- | --------- | -------------------- | --------- | -------------------------------------------------------------------------- |
| 1995      | mars 2008 | Jean Tourneix        |           |                                                                            |
| mars 2008 | mars 2014 | François Barbazange  | DVG       |                                                                            |
| mars 2014 | En cours  | Jean-François Labbat | DVG       | Sapeur-pompier professionnel, conseiller départemental depuis octobre 2020 |

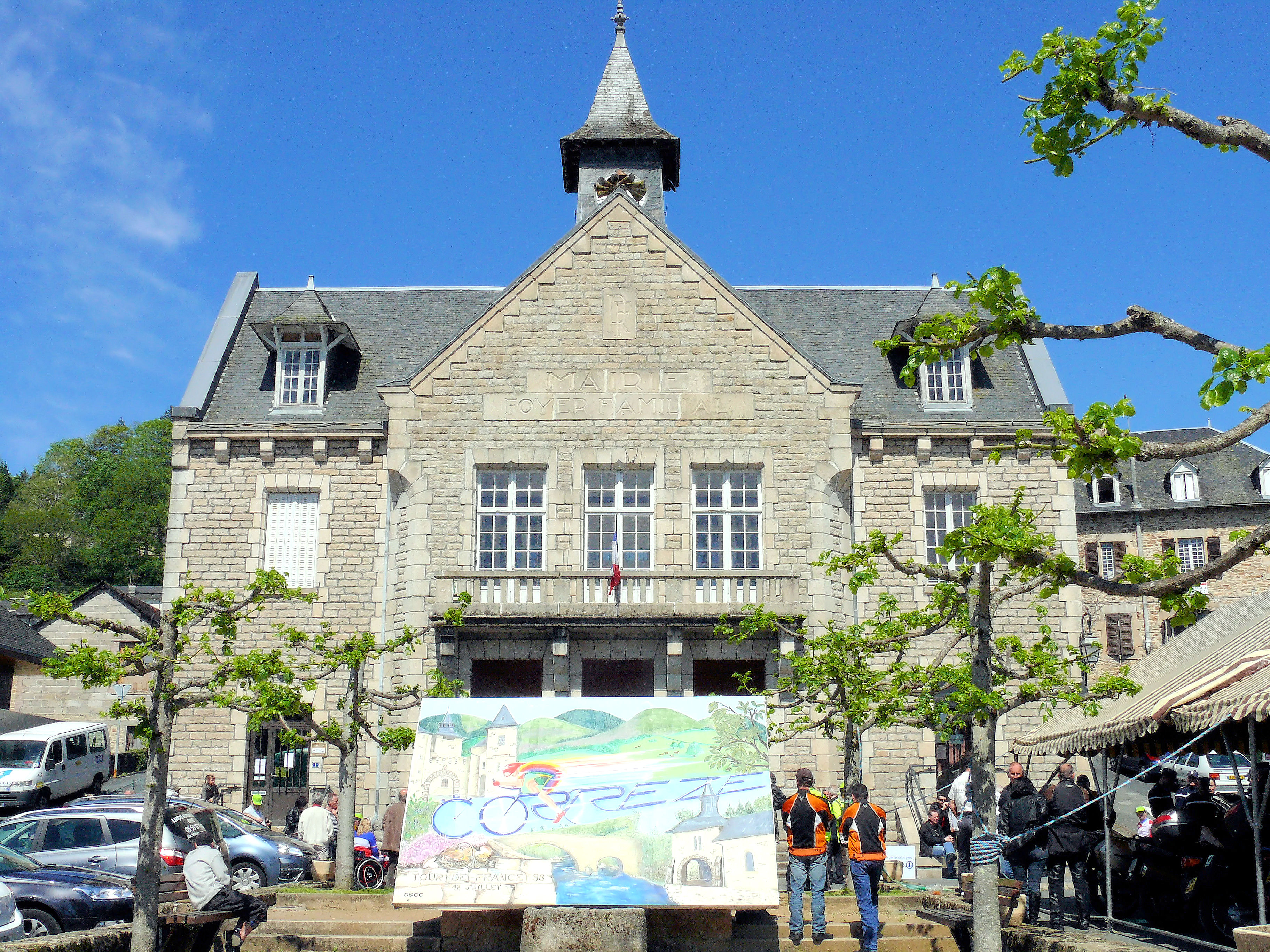
La mairie un jour de course cycliste.

Ancien chef-lieu du canton de Corrèze. Elle fait partie de la première circonscription de la Corrèze

## Démographie
L'évolution du nombre d'habitants est connue à travers les recensements de la population effectués dans la commune depuis 1793. Pour les communes de moins de 10 000 habitants, une enquête de recensement portant sur toute la population est réalisée tous les cinq ans, les populations de référence des années intermédiaires étant quant à elles estimées par interpolation ou extrapolation. Pour la commune, le premier recensement exhaustif entrant dans le cadre du nouveau dispositif a été réalisé en 2006.

En 2022, la commune comptait 1 173 habitants, en évolution de +4,17 % par rapport à 2016 (Corrèze : −0,59 %, France hors Mayotte : +2,11 %).
| 1793  | 1800  | 1806  | 1821  | 1831  | 1836  | 1841  | 1846  | 1851  |
| ----- | ----- | ----- | ----- | ----- | ----- | ----- | ----- | ----- |
| 1 800 | 1 350 | 1 387 | 1 628 | 1 684 | 1 757 | 1 675 | 1 697 | 1 725 |

| 1856  | 1861  | 1866  | 1872  | 1876  | 1881  | 1886  | 1891  | 1896  |
| ----- | ----- | ----- | ----- | ----- | ----- | ----- | ----- | ----- |
| 1 812 | 1 689 | 1 676 | 1 659 | 1 765 | 1 818 | 1 831 | 1 814 | 1 894 |

| 1901  | 1906  | 1911  | 1921  | 1926  | 1931  | 1936  | 1946  | 1954  |
| ----- | ----- | ----- | ----- | ----- | ----- | ----- | ----- | ----- |
| 1 806 | 1 887 | 1 856 | 1 720 | 1 604 | 1 608 | 1 537 | 1 491 | 1 517 |

| 1962  | 1968  | 1975  | 1982  | 1990  | 1999  | 2006  | 2011  | 2016  |
| ----- | ----- | ----- | ----- | ----- | ----- | ----- | ----- | ----- |
| 1 602 | 1 576 | 1 528 | 1 340 | 1 145 | 1 152 | 1 175 | 1 154 | 1 126 |

| 2021  | 2022  | - | - | - | - | - | - | - |
| ----- | ----- | - | - | - | - | - | - | - |
| 1 162 | 1 173 | - | - | - | - | - | - | - |

## Économie
L'économie locale est principalement agricole, qu'il s'agisse de culture ou d'élevage. À côté d'activités artisanales on trouve aussi quelques sociétés plus importantes, en particulier de transformation du bois, dans la zone d'activité Le Roc Blanc et au Chêne des Bergères.

## Sports
L'Association Sportive Vitrac-Corrèze est l'équipe de football de la ville. Cette équipe a déjà affronté le Variétés Club de France, en juin 1999  emmené par son capitaine Michel Platini.
Corrèze a organisé le Championnat d'Europe de football pour mal-voyants en juin 2003, et la commune organise depuis plusieurs années le Critérium international de cyclisme handisport, qui compte pour le championnat du Monde.

## Lieux et monuments
Ville médiévale, étape sur la route de Saint-Jacques-de-Compostelle, Corrèze conserve de nombreux vestiges de son passé.
- La porte Margot, en souvenir de la Reine Margot, dernière trace de l'ancien chemin de ronde qui défendait l'entrée de la ville, ouvre sur la place de l'église. Elle date du XVe siècle et porte une statue de saint Martial dans une niche au-dessus de l'entrée. Elle a été inscrite aux Monuments historiques en 1927[25].
- L'église Saint-Martial, dont les origines remontent à l'époque carolingienne. Plusieurs fois reconstruite et étendue, elle porte des marques de style roman des XIIe et XIIIe siècles sous les adjonctions plus tardives de style gothique, au XVIe siècle. Elle renferme en particulier un retable baroque du XVIIe siècle réalisé par Jean Tournié de Gourdon. Elle a été inscrite aux Monuments historiques en 1972[26].

- La chapelle des Pénitents Blancs, inscrite aux Monuments Historiques en 1988[27], a été édifiée entre 1730 et 1781. Située à côté du cimetière, elle est dédiée à saint Jean Baptiste et renferme une chaire en bois sculpté du XVIIIe siècle elle aussi inscrite aux Monuments historiques.
- Le hameau de L'Hospital (L'Hospital Couraise), une ancienne possession de l'ordre de Saint-Jean de Jérusalem, membre de la commanderie de Carlat jusqu'à la Révolution française[28],[29]
- La chapelle Notre-Dame du Pont du Salut, située en bordure de la Corrèze à côté d'un pont de pierre à deux arches du XVIIIe siècle, dont les origines remontent au XVe siècle. Elle abrite une statue de la Vierge en pierre polychrome rapportée d'Espagne par un maçon du village qui est à l'origine de sa construction. Lieu important de pèlerinage, elle a été reconstruite au cours des XVIIIe et XIXe siècles. Elle accueille encore des pèlerins, du 5 au 8 septembre, pour la fête de la nativité de la Vierge.
- Plusieurs hôtels de la Renaissance, groupés autour de l'église, tels que les hôtels Florentin (XVIIe siècle) et Terriou (1667).

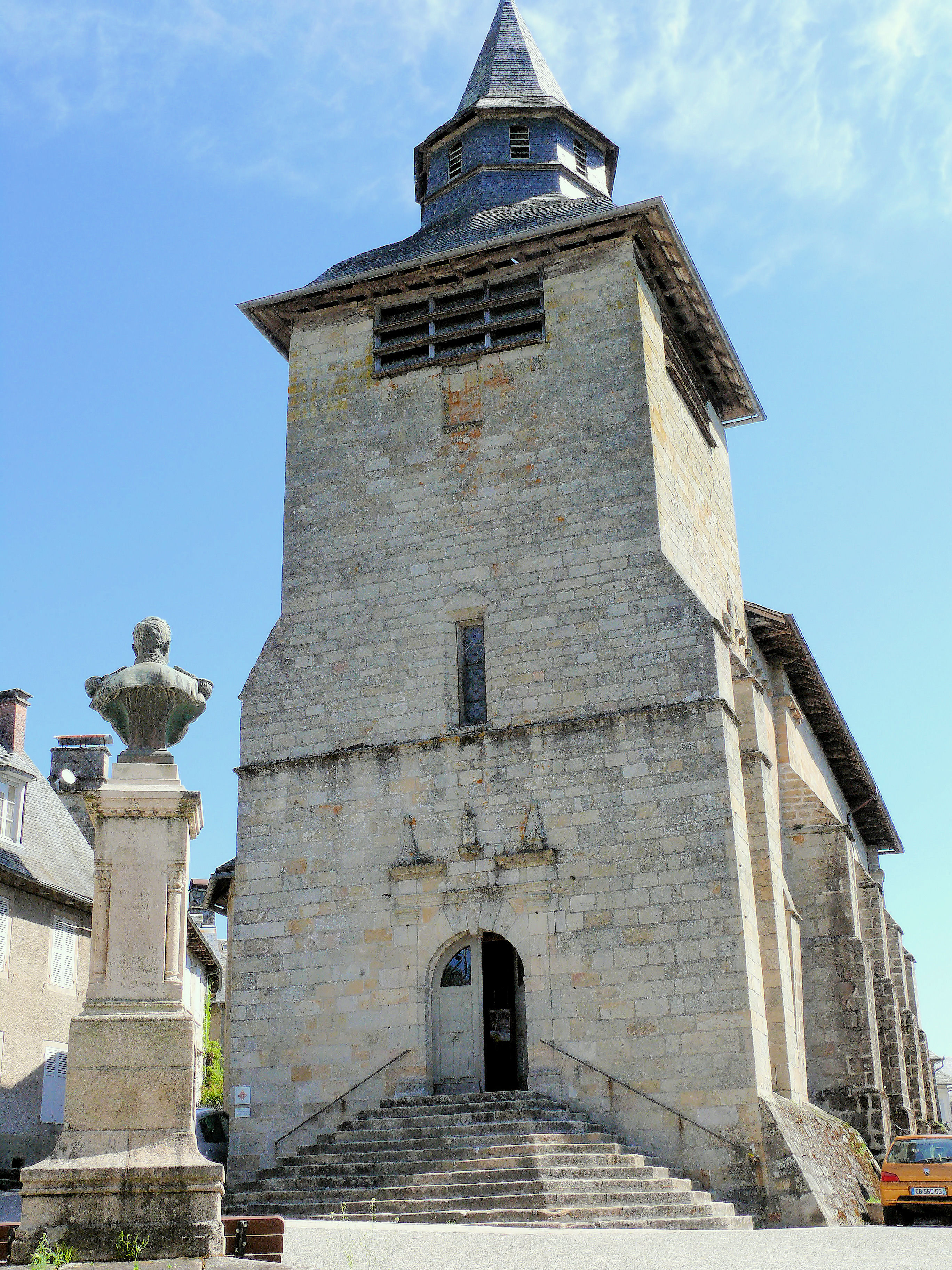
Église Saint-Martial et monument au général Tramond.
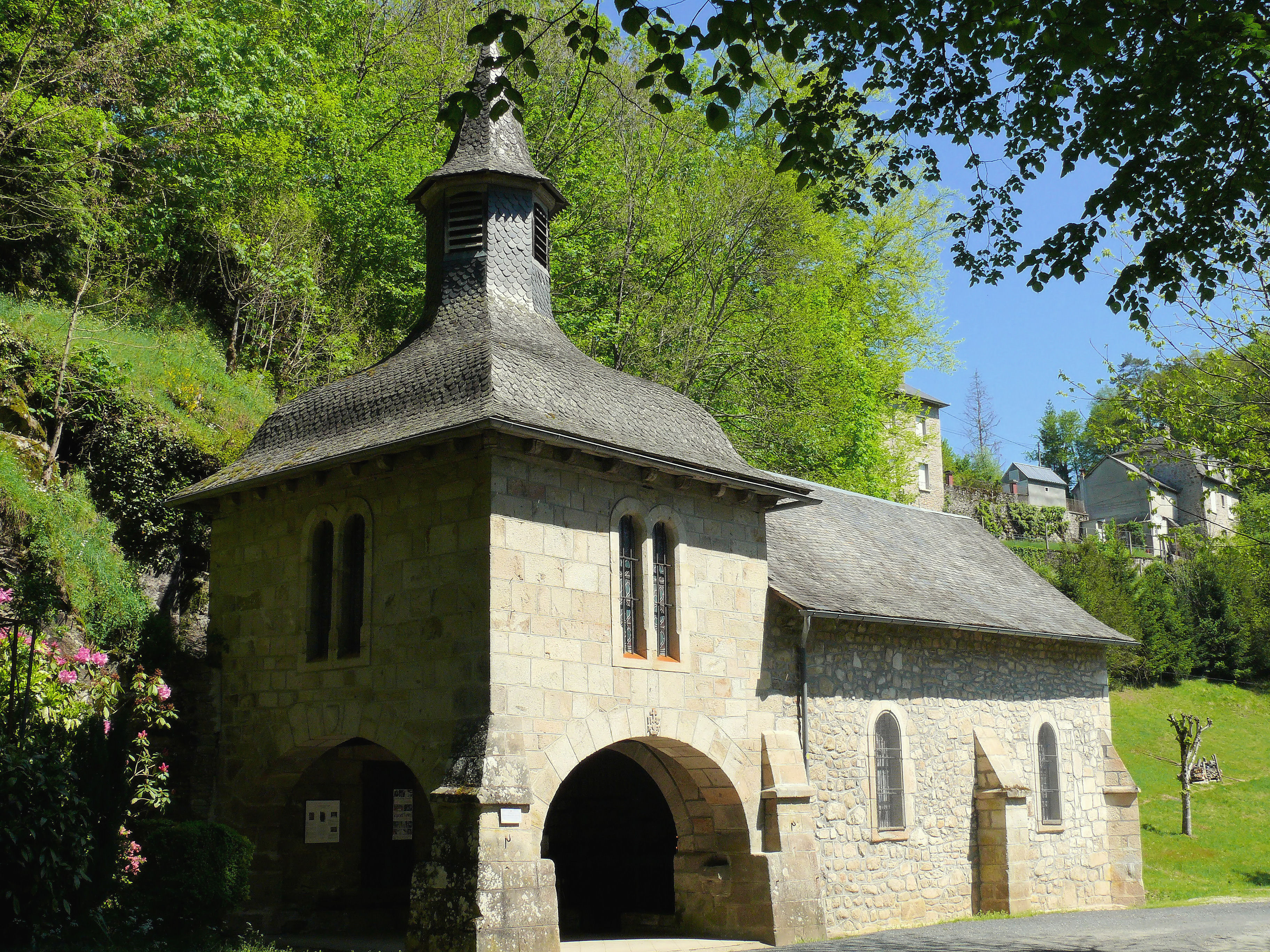
Chapelle Notre-Dame du Pont du Salut.
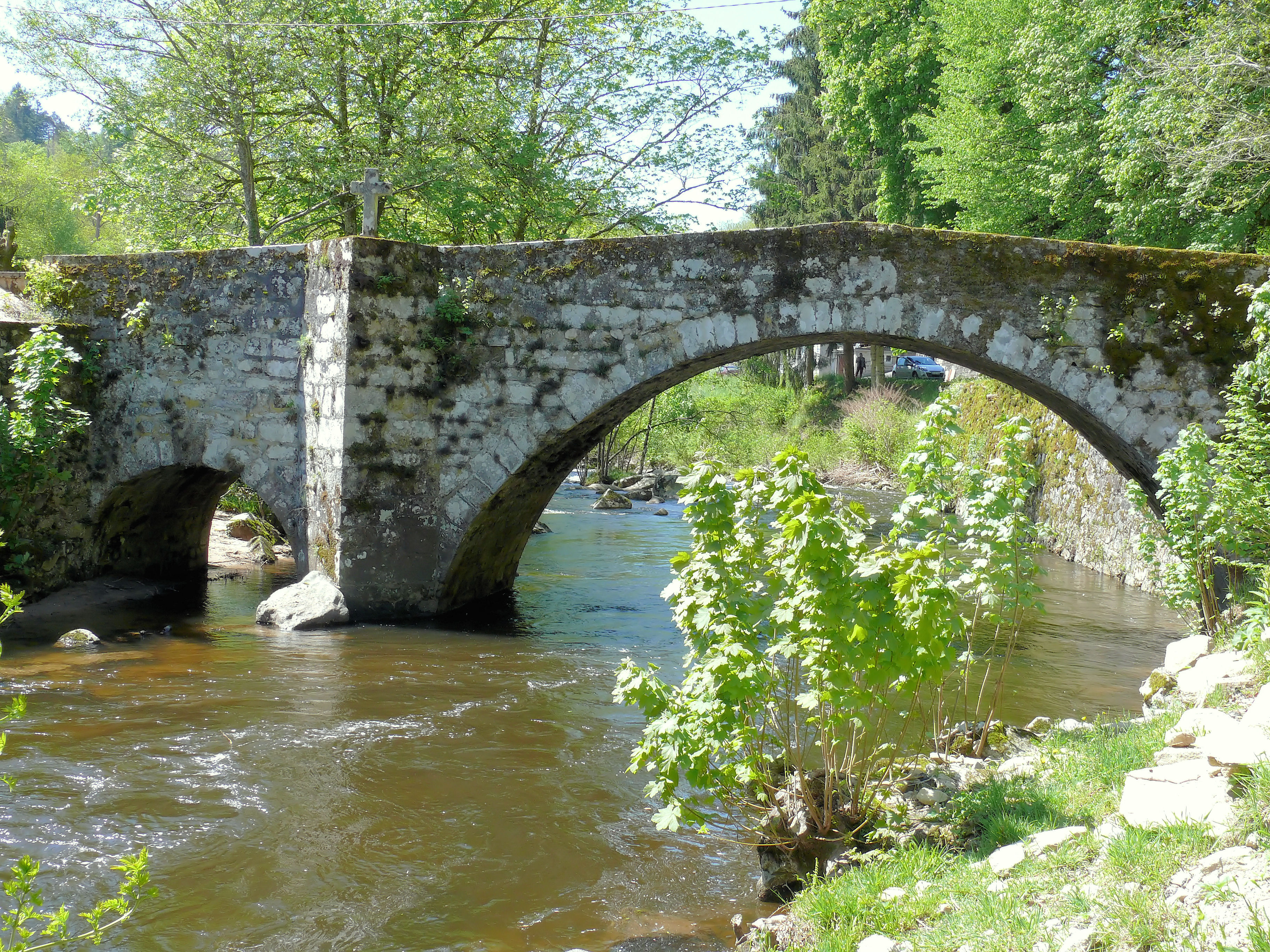
Pont de la chapelle Notre-Dame.
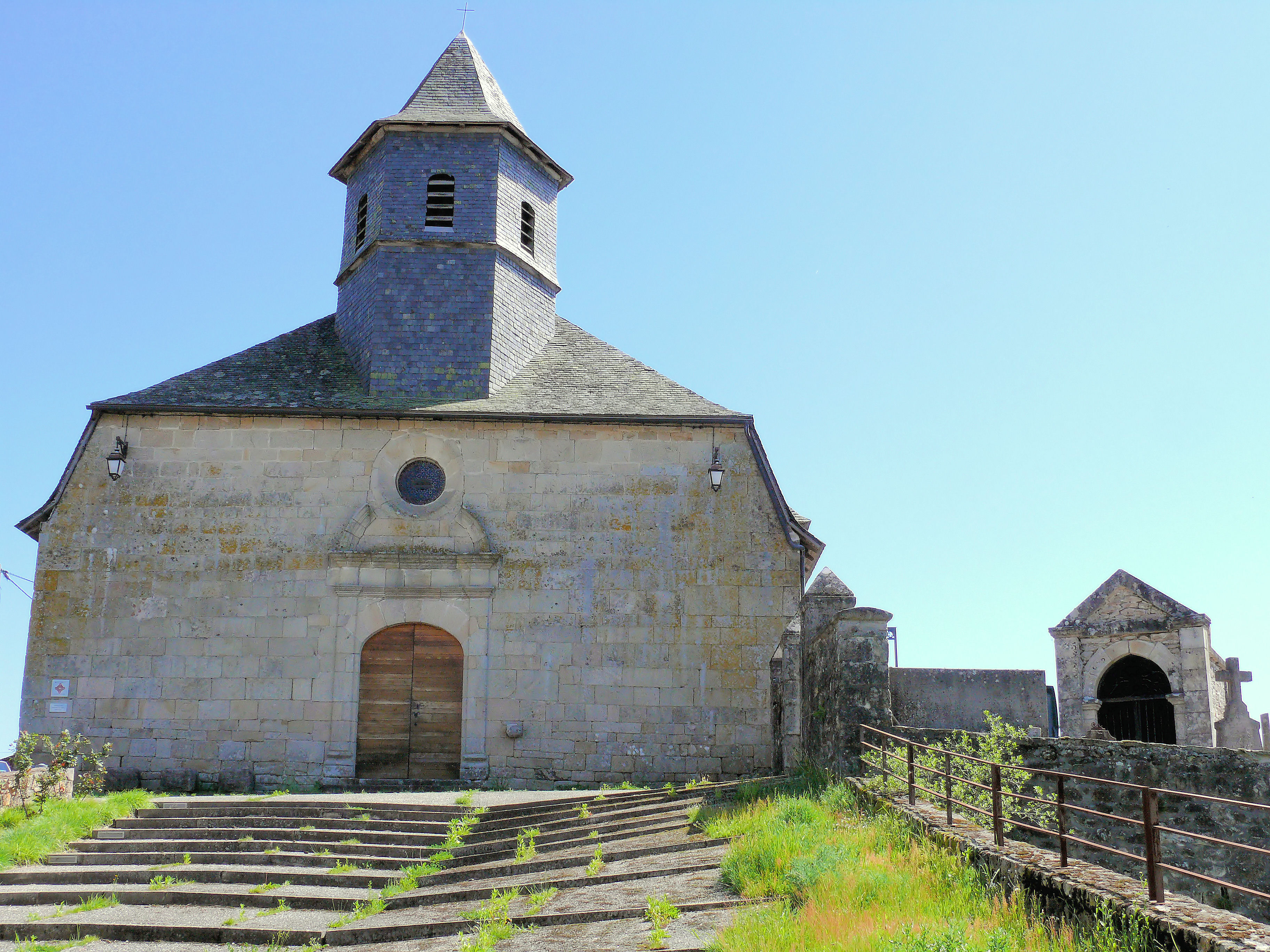
Chapelle des Pénitents blancs.
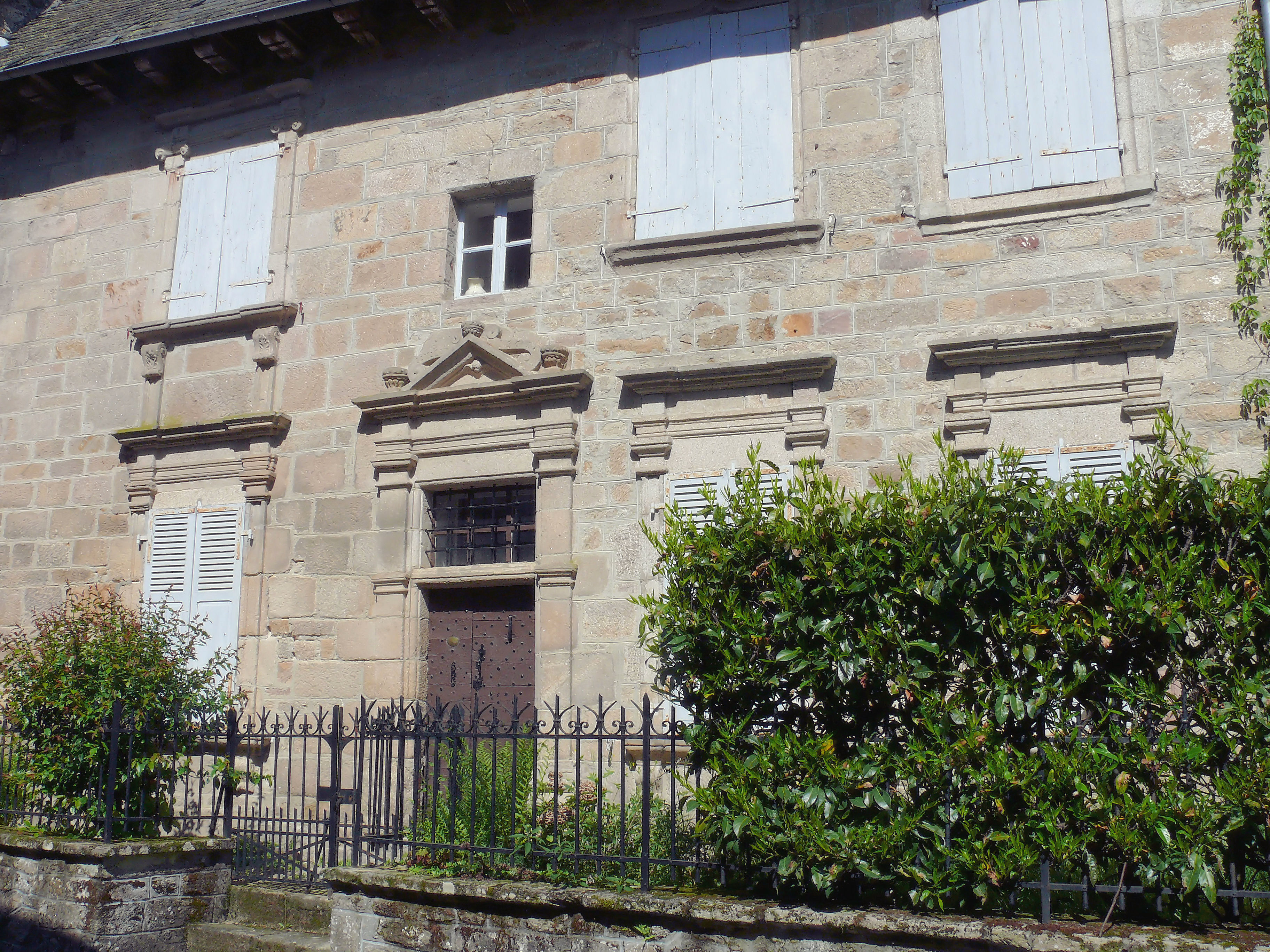
Maison de l'Apothicaire, au nord de l'église.

## Personnalités liées à la commune
- Baptiste Tramond (1834-1889), général français.
- Bernadette Chirac, conseillère générale de la Corrèze pour le canton de Corrèze depuis 1979.

## Héraldique
| Blason de Corrèze | Blason  | D'argent à trois bandes ondées de sinople.                                                         |
| Blason de Corrèze | Détails | Armes d'office attribuées par les commis d'Hozier en 1696. Voté par la commune le 7 novembre 1980. |

## Philatélie
Un timbre postal, d'une valeur de 4,40 francs, représentant la porte Margot qui défendait l'ancien chemin de ronde et, à l'arrière, le clocher de l'église Saint Martial de Corrèze, a été émis le 3 juin 1995.